# Đậu chổi
Đậu chổi là tên gọi chung để chỉ một nhóm các loại cây bụi thường xanh, bán thường xanh và sớm rụng trong phân họ Đậu (Faboideae) của họ Đậu (Fabaceae), chủ yếu trong hai chi là Cytisus và Genista, nhưng cũng có trong 5 chi nhỏ khác (xem trong hộp thông tin). Tất cả các chi này đều thuộc tông Cytiseae. Các chi này có quan hệ họ hàng rất gần và chia sẻ các đặc điểm chung như các thân cây màu xanh lục, thanh mảnh và rậm rạp cũng như các lá rất nhỏ, thích nghi với môi trường sống khô cằn. Phần lớn các loài có hoa màu vàng, nhưng một số ít các loài lại có hoa màu trắng, da cam, đỏ, hồng hay tía. Hai họ hàng gần của chúng là Ulex và Laburnum (các loài kim tước bụi và thân gỗ), nhưng hai chi này có bề ngoài rất khác với đậu chổi. Một số nhà thực vật còn bao gồm cả Podocytisus caramanica vào trong chi Laburnum.
Tất cả các loài đậu chổi và các họ hàng gần của chúng (bao gồm cả hai chi Laburnum và Ulex) đều có nguồn gốc từ châu Âu, miền bắc châu Phi và Tây Nam Á, với sự đa dạng lớn nhất tại khu vực ven Địa Trung Hải. Nhiều loài đậu chổi (không phải tất cả) là các loài cây chịu lửa, thích nghi với việc bị cháy để loại bỏ phần thân cây trên mặt đất nhằm tạo điều kiện thuận lợi cho việc tái sinh của phần thân rễ cũng như sự nảy mầm của hạt trong lòng đất.
Loài đậu chổi phổ biến nhất là đậu chổi châu Âu (Cytisus scoparius hay Sarothamnus scoparius), có nguồn gốc ở miền tây bắc châu Âu, nói chung được tìm thấy tại các khu vực nhiều nắng với đất cát khô cằn. Giống như phần lớn các loài đậu chổi khác, nó có thân cây không lá về mùa xuân và về mùa hè thì nở đầy hoa màu vàng. Vào cuối mùa hè, các quả nang tương tự như quả đậu của nó nổ tung, thường với tiếng nổ có thể nghe được, để phân tán hạt từ cây cha mẹ. Nó tạo ra một dạng cây bụi cao từ 1 đến 3 m, ít khi cao tới 4 m. Nó cũng là loài đậu chổi chịu rét tốt nhất, có thể chịu được nhiệt độ xuống tới -25 °C.
Loài đậu chổi lớn nhất là đậu chổi núi Etna (Genista aetnensis), có thể lớn thành một cây thân gỗ nhỏ cao tới 10 m. Ngược lại, một vài loài khác, chẳng hạn đậu chổi Dyer (Genista tinctoria) là một loại cây bụi thấp, nói chung được coi là cây không có thân gỗ.
Đậu chổi chịu đựng và phát triển tốt tại các vùng đất khô cằn và không cần chăm sóc nhiều; chúng không cần tưới tiêu nước tốt và nói chung chịu ẩm kém.
Các loài đậu chổi bị ấu trùng của một số loài côn trùng thuộc bộ Cánh vẩy (Lepidoptera) phá hoại - xem thêm Danh sách côn trùng cánh vẩy phá hoại đậu chổi.
Các loài đậu chổi được trồng làm cây cảnh cũng như để cải tạo đất (chẳng hạn tại các khu vực mỏ đã khai thác hết) cũng như để chống cát lấn. Các loài đậu chổi được trồng trong vườn có đậu chổi tía (Chamaecytisus purpureus với hoa tía), đậu chổi Atlas (hay đậu chổi Morocco) (Cytisus battandieri, đồng nghĩa: Argyrocytisus battandieri), đậu chổi lùn (Cytisus procumbens), đậu chổi Provence (C. purgans) và đậu chổi Tây Ban Nha (Spartium junceum). Nhiều loại đậu chổi phổ biến trong vườn là các giống lai ghép, chẳng hạn đậu chổi Kew (Cytisus x kewensis, lai ghép giữa C. ardoinii và C. multiflorus) hay đậu chổi Warminster (Cytisus x praecox, lai ghép giữa C. purgans và C. multiflorus).
Đậu chổi Dyer (Genista tinctoria) cung cấp một loại thuốc nhuộm màu vàng có ích lợi đáng kể.
Tại một số khu vực của Bắc Mỹ, cây đậu chổi châu Âu (Cytisus scoparius) được đưa vào với vai trò của một loại cây cảnh, đã thích nghi với môi trường bản xứ và trở thành một loài cỏ dại xâm hại nguy hiểm do nó phát tán hạt một cách khủng khiếp và phát triển tới mức rất khó loại trừ. Tương tự, nó cũng là loài gây ra vấn đề lớn tại các khu vực mát và ẩm hơn của miền nam Australia và New Zealand. Ở bờ biển miền tây Hoa Kỳ thì đậu chổi Pháp (Genista monspessulana) và đậu chổi Tây Ban Nha (Spartium junceum) cũng bị coi là các loài cây xâm hại nguy hiểm, do chúng nhanh chóng chiếm lĩnh hết môi trường sinh sống của các loài cây bản địa và phát triển rất mạnh tại các khu vực ít người lai vãng.
Các vị vua của triều đại Plantagenet (Angevin thuộc Pháp) ban đầu lấy hoa đậu chổi ("planta genista") làm biểu tượng và đặt tên triều đại của mình theo tên gọi này.

## Thư viện ảnh

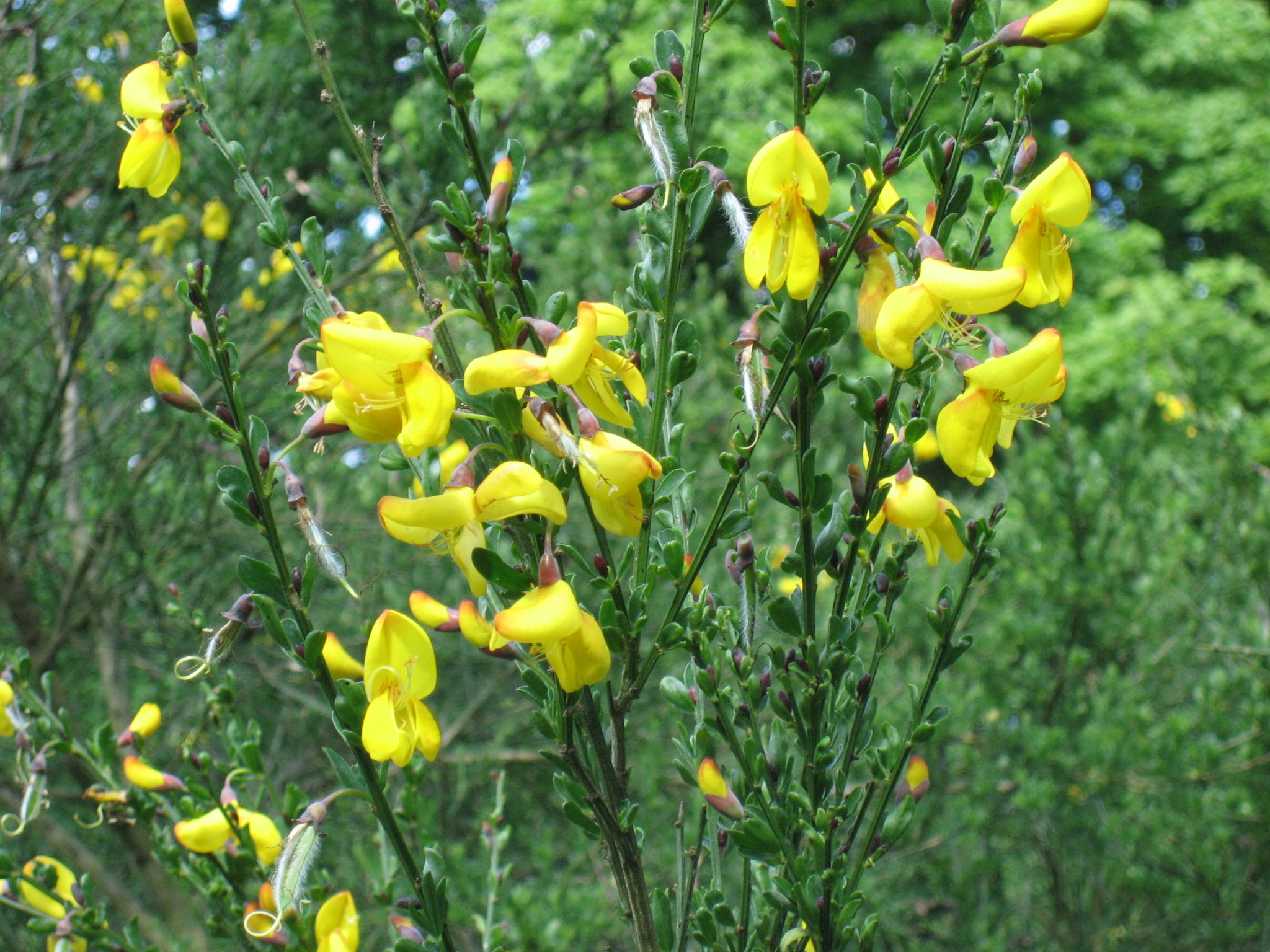
Đậu chổi châu Âu (Cytisus scoparius)
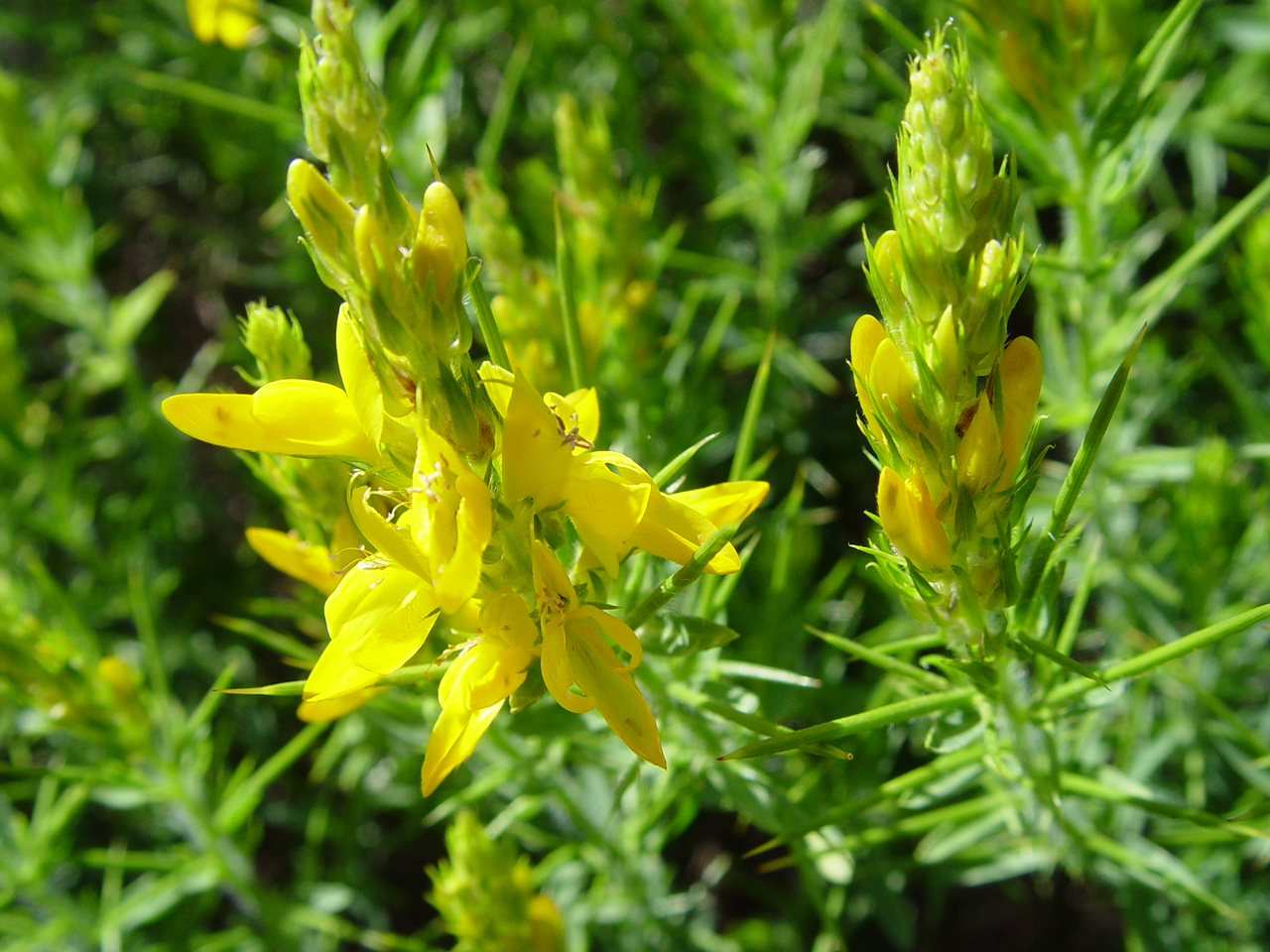
Genista hirsuta nở hoa
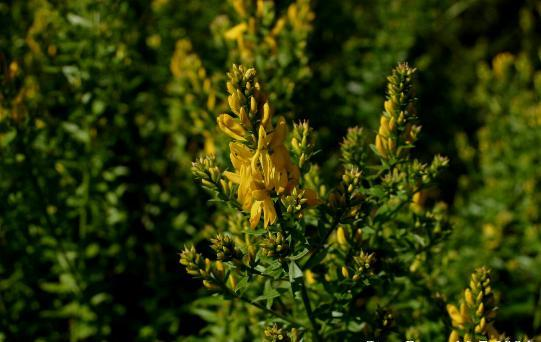
Đậu chổi Dyer (Genista tinctoria)
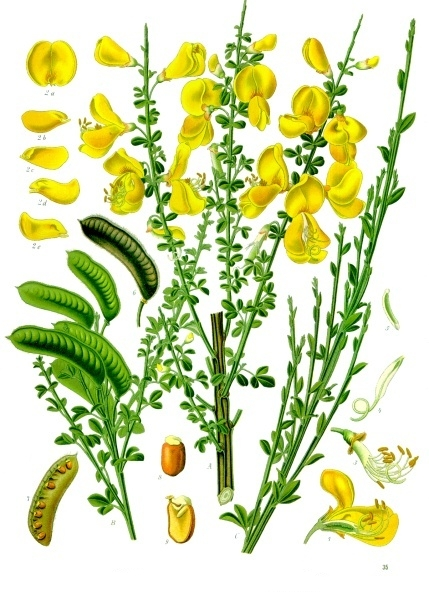
Đậu chổi châu Âu (Cytisus scoparius)